# Атанасов, Василий Владиславович
Васи́лий Владисла́вович Атана́сов (род. 25 сентября 2002, Нижний Тагил, Свердловская область) — российский хоккеист, нападающий нижегородского «Торпедо», выступающего в КХЛ. Обладатель Кубка Харламова. Мастер спорта России (2024).

## Карьера

### В клубах
Начал заниматься хоккеем в три года под руководством своего отца-тренера. Воспитанник нижнетагильского «Спутника», занимался у Алексея Николаевича Васильева. Затем восемь лет выступал за санкт-петербургские школы «Форвард» и «Динамо». В сезоне 2019/20 перешёл в клуб «Мамонты Югры» и дебютировал в МХЛ. В сезоне 2021/22 сыграл в ВХЛ за «Югру» 5 матчей в регулярном чемпионате и 9 игр в плей-офф, набрав 4 (3+1) очка.
С сезона 2022/23 выступает за нижегородское «Торпедо». Дебютировал в КХЛ 3 сентября 2022 года в домашнем матче против магнитогорского «Металлурга» (4:5). По итогам месяца был признан лучшим новичком лиги, набрав 6 (4+2) очков в 12 матчах сентября. В составе молодёжной команды «Чайка» стал обладателем Кубка Харламова 2023 и лучшим снайпером плей-офф, забросив 10 шайб.
7 октября 2023 года сделал первый хет-трик в КХЛ, забросив три шайбы в гостевом матче в ворота московского «Динамо» (7:1).
Участник Матча звёзд КХЛ 2023.
16 сентября 2024 года сделал хет-трик в ворота «Сочи», забросив все три шайбы «Торпедо» (3:5).